# UFC 63

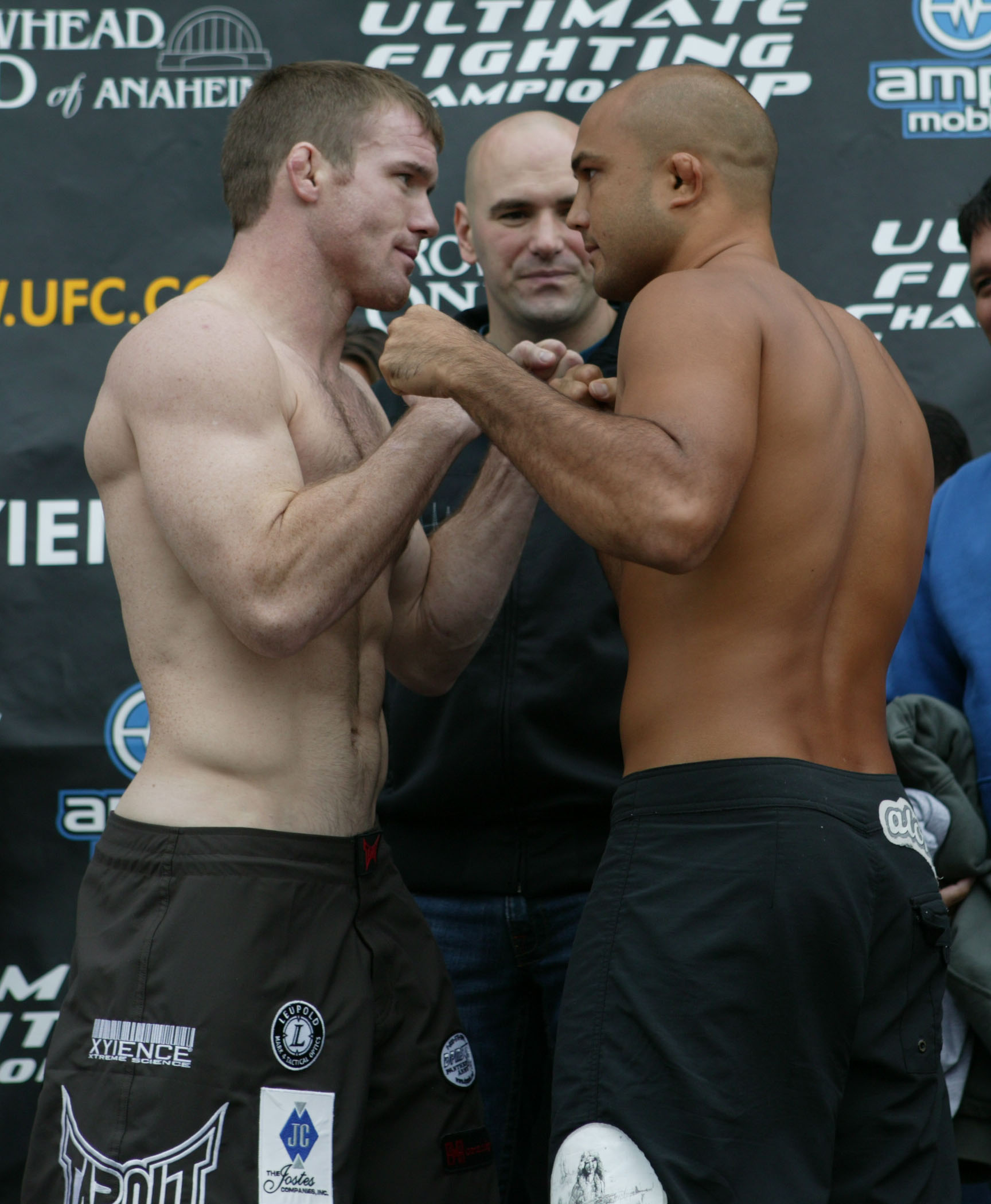
前日計量を終え、向かい合うヒューズとペン

UFC 63: Hughes vs. Penn（ユーエフシー・シックスティスリー：ヒューズ・バーサス・ペン）は、アメリカ合衆国の総合格闘技団体「UFC」の大会の一つ。2006年9月23日、カリフォルニア州アナハイムのアローヘッド・ポンド・オブ・アナハイムで開催された。

## 大会概要
メインイベントの世界ウェルター級タイトルマッチでは王者マット・ヒューズが挑戦者BJ・ペンからTKO勝ちを収め、リベンジを果たし2度目の王座防衛に成功した。
IFC世界ライト級王者ロジャー・ウエルタ、元WEC世界ライト級王者ゲイブ・ルーディジャー、キャリア7戦全勝のタイソン・グリフィン、6戦全勝のエディ・サンチェスがUFCデビュー。

## 試合結果

### プレリミナリィカード
第1試合 ライト級 5分3R
○  タイソン・グリフィン vs.  デビッド・リー ×
1R 1:50 チョークスリーパー
第2試合 ライト級 5分3R
○  ジョルジ・グージェウ vs.  ダニー・アバディ ×
3R終了 判定3-0（29-28、29-28、29-28）
第3試合 ヘビー級 5分3R
○  エディ・サンチェス vs.  マリオ・ネト ×
2R 0:17 KO（スタンドパンチ連打）
第4試合 ライト級 5分3R
○  ロジャー・ウエルタ vs.  ジェイソン・デント ×
3R終了 判定3-0（30-27、30-27、30-27）

### メインカード
第5試合 ライト級 5分3R
○  ジョー・ローゾン vs.  ジェンス・パルヴァー ×
1R 0:48 KO（左フック）
第6試合 ライトヘビー級 5分3R
○  ラシャド・エヴァンス vs.  ジェイソン・ランバート ×
2R 2:22 KO（マウントパンチ）
第7試合 ライト級 5分3R
○  メルヴィン・ギラード vs.  ゲイブ・ルーディジャー ×
2R 1:01 KO（右ボディブロー）
第8試合 ミドル級 5分3R
○  マイク・スウィック vs.  デビッド・ロワゾー ×
3R終了 判定3-0（29-28、29-28、29-28）
第9試合 UFC世界ウェルター級タイトルマッチ 5分5R
○  マット・ヒューズ vs.  BJ・ペン ×
3R 3:53 TKO（レフェリーストップ：パウンド）
※ヒューズが2度目の王座防衛に成功。

### 各賞
ファイト・オブ・ザ・ナイト： マット・ヒューズ vs. BJ・ペン、ロジャー・ウエルタ vs. ジェイソン・デント
ノックアウト・オブ・ザ・ナイト： ジョー・ローゾン
サブミッション・オブ・ザ・ナイト： タイソン・グリフィン